# Aeroportul Lesobeng
Aeroportul Lesobeng (IATA: LES, ICAO: FXLS) este un aeroport din Districtul Thaba-Tseka, Lesotho ce deservește zona Lesobeng⁠(d). A fost numit după zona deservită.
Situat la o altitudine de 2.174 m, aeroportul dispune de o singură pistă.